# The Trouble with Love Is
The Trouble With Love Is (česky Problém s láskou je) je čtvrtým a zároveň posledním singlem Kelly Clarkson z debutového alba Thankful. Skladbu společně s Clarkson napsal Evan Rogers a Carl Sturken. Mírně bluesový song vysvětluje, jak je „báječné mít někdy trable s láskou“.
Po neúspěšném pop rockovém songu Low se pokusila navázat na úspěch balady A Moment Like This dalším romantickým kouskem. Záměr selhal, The Trouble With Love Is, která jako celá deska obsahovala prvky R&B, nesklidila velký úspěch. Ani fakt, že se jednalo o titulní píseň k jinak poměrně úspěšnému filmu Láska Nebeská nezvedl prodejnost.
The Trouble With Love Is nabralo stejného směru jako song Low tedy strmě padajícího z jednoho horšího místa na druhé. Tento song se stal prvním od Kelly Clarkson, který se ani nedostal do pověstné stovky amerických singlů.
Ve Velké Británii vydala Clarkson tento song společně se singlem Low, ale nejlepší umístění bylo jen na 35. místě. Poměrně slušných výsledků dosáhl v Austrálii, v Kanadě však nebyl vydán.

## Videoklip
Videoklip začíná večer na střeše jakéhosi domu, kde si skupina teenagerů pouští film, konkrétně Lásku Nebeskou. Kelly stojí na vyvýšeném místě opřená o zábradlí a začne zpívat s prvními záběry filmu. Celý klip scény z Lásky Nebeské provázejí, vidíme tak například Lauru Linneyovou, Emmu Thompson, Alana Rickmana nebo Hugha Granta. Mimo to také příběhy mladých lidí, jedním je beznadějná láska dívky píšící své pocity do deníku, jiná marně čeká na telefonát od přítele, další se se svým klukem pohádá, ale nakonec se usmíří.